# Amerikanische Besatzungszone

Amerikanische Besatzungszone und Amerikanischer Sektor von Berlin ab 8. Juni 1947

Die amerikanische Besatzungszone (zeitgenössisch meist US-Zone, anfangs auch Südwestzone) war eine der vier Besatzungszonen, in die Deutschland westlich der Oder-Neiße-Linie von den alliierten Siegermächten im Juli 1945, rund zwei Monate nach der deutschen Kapitulation und dem Ende des Zweiten Weltkrieges in Europa, aufgeteilt wurde. Sie unterstand der US-Militärregierung (OMGUS) und endete nach der Gründung der Bundesrepublik Deutschland mit dem Inkrafttreten des Besatzungsstatuts am 21. September 1949. 
Die mit dem Besatzungsstatut verbundenen alliierten Vorbehaltsrechte verloren erst 1990 mit der deutschen Wiedervereinigung und dem Inkrafttreten des Zwei-plus-Vier-Vertrages am 15. März 1991 auch völkerrechtlich ihre Wirkung, als Deutschland die volle Souveränität wiedererlangte.

## Gebiet

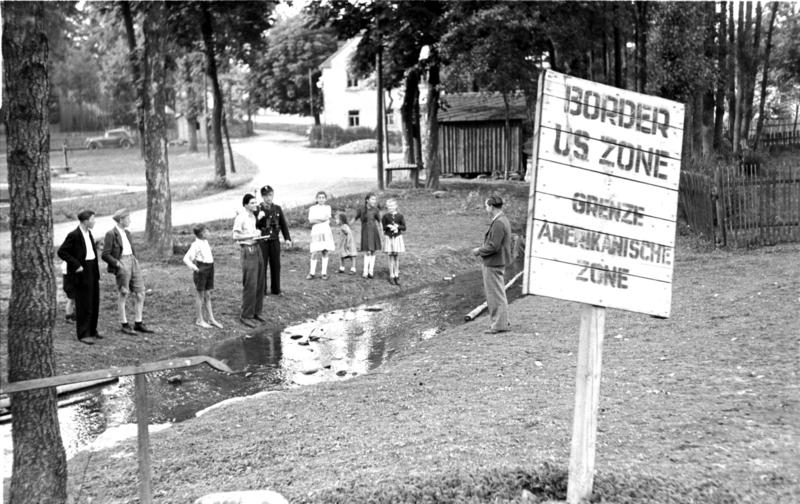
US-Zonengrenze am Tannbach in Mödlareuth zwischen Thüringen und Bayern (1949)

Die US-Zone umfasste zum einen Bayern einschließlich der thüringischen Exklave Ostheim und ausschließlich des Kreises Lindau und der Pfalz, außerdem die Provinzen Kurhessen und Nassau (ausschließlich der zugehörigen Exklaven und der Kreise Oberwesterwald, Unterwesterwald, Unterlahn und Sankt Goarshausen) und rechts des Rheins gelegene Gebiete des Landes Hessen-Darmstadt, also die Provinzen Oberhessen und Starkenburg mit dem damals hessischen Bad Wimpfen, sowie die östlich des Rheins gelegenen Teile von Rheinhessen (Grenze war die Mitte der Schifffahrtsrinne des Rheins).
Schließlich gehörten die nördlich der Reichsautobahn Karlsruhe–Ulm, der heutigen A 8, gelegenen Kreise von Württemberg und Baden zur amerikanischen Besatzungszone. Dabei handelte es sich um die Stadtkreise Stuttgart, Heilbronn und Ulm sowie die Landkreise Aalen, Backnang, Böblingen, Crailsheim, Esslingen, Schwäbisch Gmünd, Göppingen, Schwäbisch Hall, Heidenheim, Heilbronn, Künzelsau, Leonberg, Ludwigsburg, Mergentheim, Nürtingen, Öhringen, Ulm, Vaihingen, Waiblingen in Württemberg sowie die Stadtkreise Karlsruhe, Heidelberg, Mannheim und Pforzheim und die Landkreise Bruchsal, Buchen, Heidelberg, Karlsruhe, Mannheim, Mosbach, Pforzheim, Sinsheim und Tauberbischofsheim in Baden.
Zusätzlich waren Bremen und Bremerhaven (bis Dezember 1945, einschließlich der Landkreise Wesermünde, Osterholz und Wesermarsch) Bestandteil der Zone, aufgrund der Eigenschaft als Versorgungshafen der amerikanischen Besatzungstruppen.
Der südwestliche Teil Groß-Berlins (Bezirke Zehlendorf, Steglitz, Schöneberg, Kreuzberg, Tempelhof, Neukölln) unterstand als amerikanischer Sektor ebenfalls der US-Militärverwaltung (→ Viersektorenstadt).
Im Wanfrieder Abkommen wurden Ortschaften an der Werra mit Ortschaften in der Sowjetischen Besatzungszone getauscht, um die Bahnstrecke Bebra–Göttingen durchgehend nutzen zu können. Damit gelangte ein Teil des Eichsfelds in diese Zone und später nach Hessen.

## Politische Organisation
Aufgrund der „Proklamation Nr. 2“ entstanden am 19. September 1945 im Rahmen eines föderalistischen Konzeptes die ersten Länder in der amerikanischen Besatzungszone.
Am 5. März 1946 trat das Gesetz zur Befreiung von Nationalsozialismus und Militarismus in Kraft und wurde zum Vorbild für die Entnazifizierung in den übrigen westlichen Zonen: Alle Deutschen über 18 Jahren mussten in Fragebögen über ihre Funktion im nationalsozialistischen Deutschland Auskunft geben.
Aus dieser Zone bildete die Militärregierung der Vereinigten Staaten 1945 bzw. 1946 die Länder Bayern, Württemberg-Baden, Groß-Hessen und Bremen, die im Länderrat des amerikanischen Besatzungsgebietes zusammenarbeiteten und am 23. Mai 1949 Bestandteil der Bundesrepublik Deutschland wurden. Am 1. Januar 1947 wurde die amerikanische mit der Britischen Besatzungszone zur Bizone zusammengeschlossen.
1952 fusionierte das Land Württemberg-Baden mit den in der französischen Besatzungszone gebildeten Ländern Baden und Württemberg-Hohenzollern zum Land Baden-Württemberg.

## Militärgouverneure

### US-Militärregierung für Deutschland

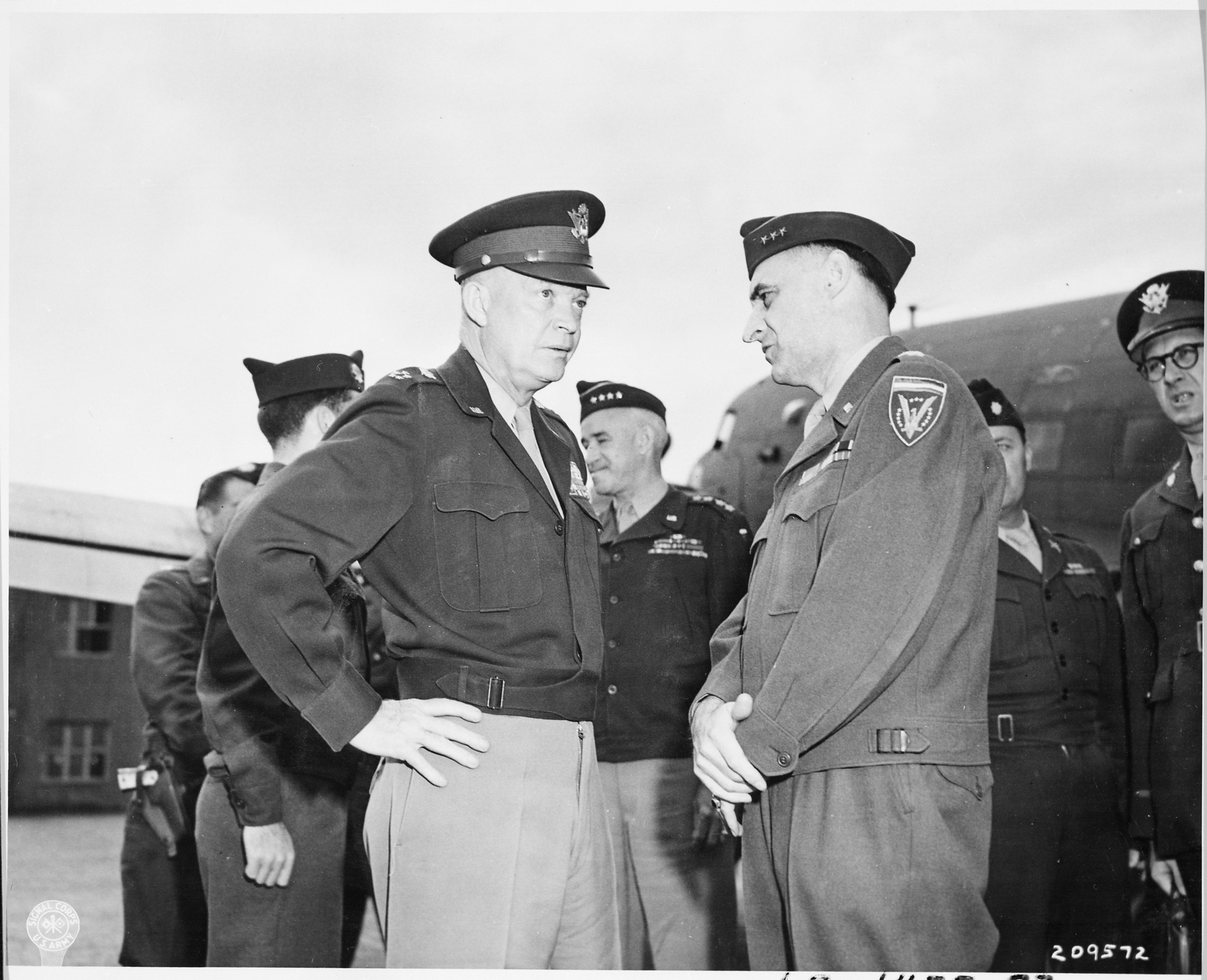
Eisenhower und Clay in Berlin 1945

Nach dem Ende des Zweiten Weltkriegs wurde zunächst der spätere Präsident Dwight D. Eisenhower Oberbefehlshaber über die amerikanischen Truppen in Europa und übernahm auch das Amt des Militärgouverneurs in der amerikanischen Zone (siehe Alliierter Kontrollrat).
Seine Nachfolger als Leiter der US-Militärregierung für Deutschland mit Sitz in Berlin und Frankfurt waren:
- George S. Patton (November 1945, kommissarisch)
- Joseph T. McNarney (November 1945–Januar 1947)
- Lucius D. Clay (Januar 1947–Mai 1949)
- Clarence R. Huebner (Mai–September 1949, kommissarisch)

Der Militärregierung folgte 1949 das Amt der Hohen Kommissare.

### Militärbefehlshaber der Länder in der US-Zone
Am 1. August 1945 wurde die amerikanische Besatzungszone in zwei Militärdistrikte unterteilt. Bayern (ohne die linksrheinische Pfalz und den Landkreis Lindau) bildete dabei den östlichen US-Militärdistrikt. Dessen Sitz befand sich beim Hauptquartier der 3. US-Armee in Bad Tölz und stand unter dem Befehl von General 
George S. Patton. Der westliche US-Militärdistrikt umfasste die Gebiete der später gebildeten Länder Großhessen und Württemberg-Baden und hatte sein Hauptquartier bei der 7. US-Armee in Heidelberg unter dem Kommando von General Wade H. Haislip.   
Die neu gebildeten Länder Großhessen und Württemberg-Baden bildeten jeweils eigene Militärregierungsbezirke, die ebenfalls einem US-Militärgouverneur unterstellt waren. Für Großhessen war dies James R. Newman mit Sitz in Wiesbaden, für Württemberg-Baden mit Sitz in Stuttgart von 1945 bis 1946 Oberst William W. Dawson, von November 1946 bis Dezember 1947 Sumner Sewall, von 1947 bis Dezember 1948 Charles M. La Follette und von Januar 1949 bis 1952 Charles P. Gross.   
Die US-Militärgouverneure für Bremen waren von 1945 bis 1946 Oberst Bion C. Welker, von September bis Dezember 1946 Oberstleutnant Gordon Browning, von 1946 bis November 1948 Thomas F. Dunn und von 1949 bis 1952 Kapitän Charles Richardson Jeffs.  
Im Jahre 1949 änderte sich das Amt des jeweiligen Militärgouverneurs in das eines Landeskommissars. 

## Rundfunk
Im Gegensatz zur französischen (SWF) und britischen (NWDR) Zone wurden mehrere Rundfunksender eingerichtet: BR, HR, Radio Bremen, RIAS und SDR. Dies lehnte sich an die US-amerikanische Tradition der lokalen Radiosender an.

## Bahnverkehr
Ab dem 22. September 1945 gab es im Gebiet der Amerikanischen Besatzungszone erstmals nach Kriegsende wieder drei Fernreisezüge für den öffentlichen Verkehr. Alle drei Zugpaare verkehrten von und nach Frankfurt am Main und führten ausschließlich die 3. Wagenklasse:
- D 57 / D 58 Frankfurt (Main) Ost über Nürnberg Hauptbahnhof nach München Hauptbahnhof (ca. 11 Stunden)
- D 369 / D 370 Frankfurt (Main) Süd über Kornwestheim nach München Hbf (ca. 10,5 Stunden)[Anm. 1]
- D 115 / D 116 Frankfurt (Main) Ost–Hof Hauptbahnhof (ca. 10 Stunden)

## Historische Überlieferung
Die Originalakten des Office of Military Government for Germany, der amerikanischen Militärverwaltung in Deutschland, liegen im Washington National Records Center (untergebracht in der University of Maryland). Die Akten aus dem Gebiet Hessens wurden Ende der 1970er/Anfang der 1980er Jahre verzeichnet und verfilmt. Die Microfiches können heute in allen drei hessischen Staatsarchiven, benutzt werden. Das Hessische Staatsarchiv Darmstadt hat die Erschließungsinformationen zu sämtlichen Microfiches online gestellt, so dass diese recherchiert werden können.